# Stogumber
Stogumber is een civil parish in het bestuurlijke gebied Somerset West and Taunton, in het Engelse graafschap Somerset met 702 inwoners.